# 日本建設組合連合
日本建設組合連合（にほんけんせつくみあいれんごう、略称：建設連合（けんせつれんごう）、英語：Japan Construction Trade Union Confederation）は、日本の労働組合である。日本労働組合総連合会（連合）、国際建設林業労働組合連盟（BWI）に加盟していた。2014年（平成26年）9月3日に開催された第26回年次大会において建設連合を解散し、9月4日～5日に開催した日本基幹産業労働組合連合会（基幹労連）第12回定期大会において産別統合がされた。

## 概要
1990年（平成2年）10月1日に、建設産業に関わる労働組合で結成された。
前身は1978年(昭和53年）結成の建設産業労働組合同盟（建設同盟、旧同盟系）であった。

## 加盟組合
17組合が加盟している。
- 東亜建設工業労働組合
- 東亜道路労働組合
- 不動テトラ労働組合
- 大末建設労働組合
- 東海興業労働組合
- 日鉄環境エンジニアリング労働組合
- 第一建設工業労働組合
- 全大有労働組合
- あおみ建設労働組合
- 竹中工務店労働組合
- 建研労働組合
- 日本海上工事労働組合
- 服部組労働組合
- 服部組第二労働組合
- 全石田労働組合
- 三井プレコン労働組合
- 鶴田石材労働組合